# Denílson Martins Nascimento

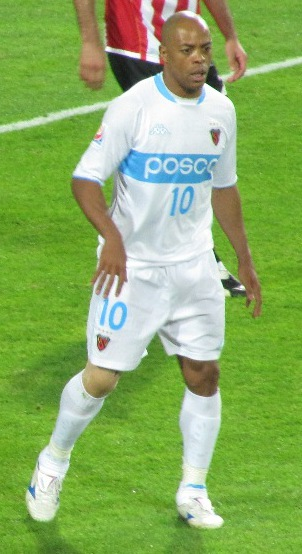
Denílson als speler van Pohang Steelers op het WK voor clubs in 2009

Denilson Martins Nascimento (Salvador, 4 september 1976, voetbalnaam Denílson), is een Braziliaans voormalig voetballer die als aanvaller speelde.

## Clubcarrière
Denílson begon zijn loopbaan in 1995 bij Camaçari FC. In het seizoen 1996/97 stond hij onder contract bij Feyenoord en een seizoen later bij Paris Saint-Germain. Bij beide clubs brak hij echter niet door en na enkele wedstrijden voor de reserve-elftallen trok hij naar Portugal bij União de Lamas. Van 1999 tot 2005 speelde hij voor verschillende clubs in de Verenigde Arabische Emiraten (Al-Shabab en Dubai Club) voordat hij kortstondig in Mexico bij Club Atlas ging spelen. In 2006 ging hij in Zuid-Korea bij Daejeon Citizen spelen waar hij 21 doelpunten in 42 wedstrijden maakte. Hij stapte over naar Pohang Steelers waarmee hij de Koreaanse beker en league cup won. Ook won hij met Pohang de AFC Champions League in 2009. Hierdoor nam de club deel aan het Wereldkampioenschap voetbal voor clubs 2009 waar Pohang derde werd en hij topscorer werd met 4 doelpunten. Van januari tot augustus 2010 speelde hij voor FC Bunyodkor uit Oezbekistan. Begin 2011 keerde hij terug naar Brazilië waar hij uitkwam voor Mogi Mirim EC en Guarani FC. In 2012 keerde hij nog eenmaal terug naar de V.A.E. om enkele maanden bij Dubai Cultural SC te voetballen. Sinds september van dat jaar speelt hij bij Clube de Regatas Brasil (CRB). Begin 2013 speelde Denilson voor Red Bull Brasil. Sinds februari speelt hij weer bij CRB. In 2014 ging hij voor Coruripe spelen en in 2015 kwam hij uit voor Bonsucesso. In 2016 ging hij voor Cascavel spelen. In 2020 ging hij voor Perilima spelen en wisselde in maart naar  ASA. Hij beëindigde zijn loopbaan eind 2020 bij UNIRB.

## In opspraak
In 2013 kwam hij in opspraak wegens valsheid in geschrifte met zijn inschrijving bij de Braziliaans bond en het International Transfer Certificate. In 2009 was hij pas voor het eerst bij de bond bekend onder zijn naam en geboortedatum. Daarvoor speelde hij met papieren met de naam Nilson Martins Nascimento en zou hij op 2 februari 1977 in Rio de Janeiro geboren zijn. Onder die naam is ook een inschrijving van een paar weken bekend uit 1999 bij een kleine regionale club Raiz da Gávea Esporte Clube na terugkeer uit Portugal. Bij de Portugese bond was hij nooit bekend.